# Bulbophyllum ciliatilabrum
Bulbophyllum ciliatilabrum là một loài phong lan thuộc chi Bulbophyllum.